# Agnoderus gnomoides
Agnoderus gnomoides är en skalbaggsart som beskrevs av Thomson 1864. Agnoderus gnomoides ingår i släktet Agnoderus och familjen långhorningar. Inga underarter finns listade i Catalogue of Life.